# Stazione di Laerru
La stazione di Laerru è una stazione ferroviaria situata nel comune di Laerru lungo la ferrovia Sassari-Tempio-Palau, utilizzata esclusivamente per i servizi turistici legati al Trenino Verde.

## Storia

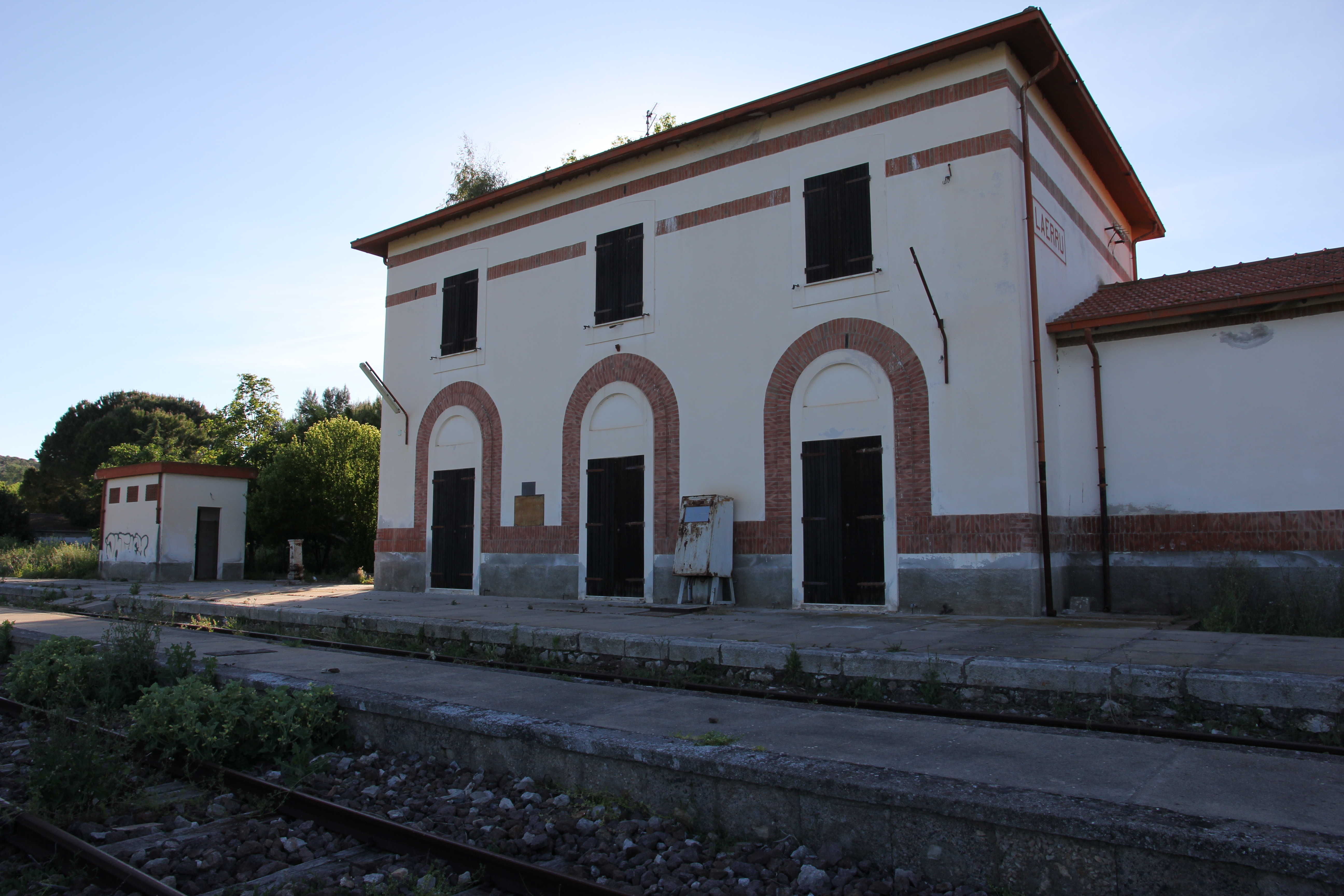
Il fabbricato viaggiatori della stazione: il servizio di trasporto pubblico nell'impianto cessò nel 1997

La stazione venne realizzata dalle Ferrovie Settentrionali Sarde negli anni di costruzione della ferrovia tra Sassari e Palau, venendo inaugurata insieme al tratto iniziale della stessa (tra Sassari e Tempio Pausania) il 16 novembre 1931. La titolarità dello scalo e della linea passò in seguito alle Strade Ferrate Sarde nel 1933, a cui subentrarono le Ferrovie della Sardegna nel 1989.
L'impianto venne utilizzato regolarmente sino al 16 giugno 1997, data in cui il tronco tra Nulvi e Palau della linea, comprendente anche lo scalo di Laerru, venne chiuso al traffico ordinario venendo destinato all'esclusivo impiego turistico. Dal 2010 la stazione è gestita dall'ARST.

## Strutture e impianti

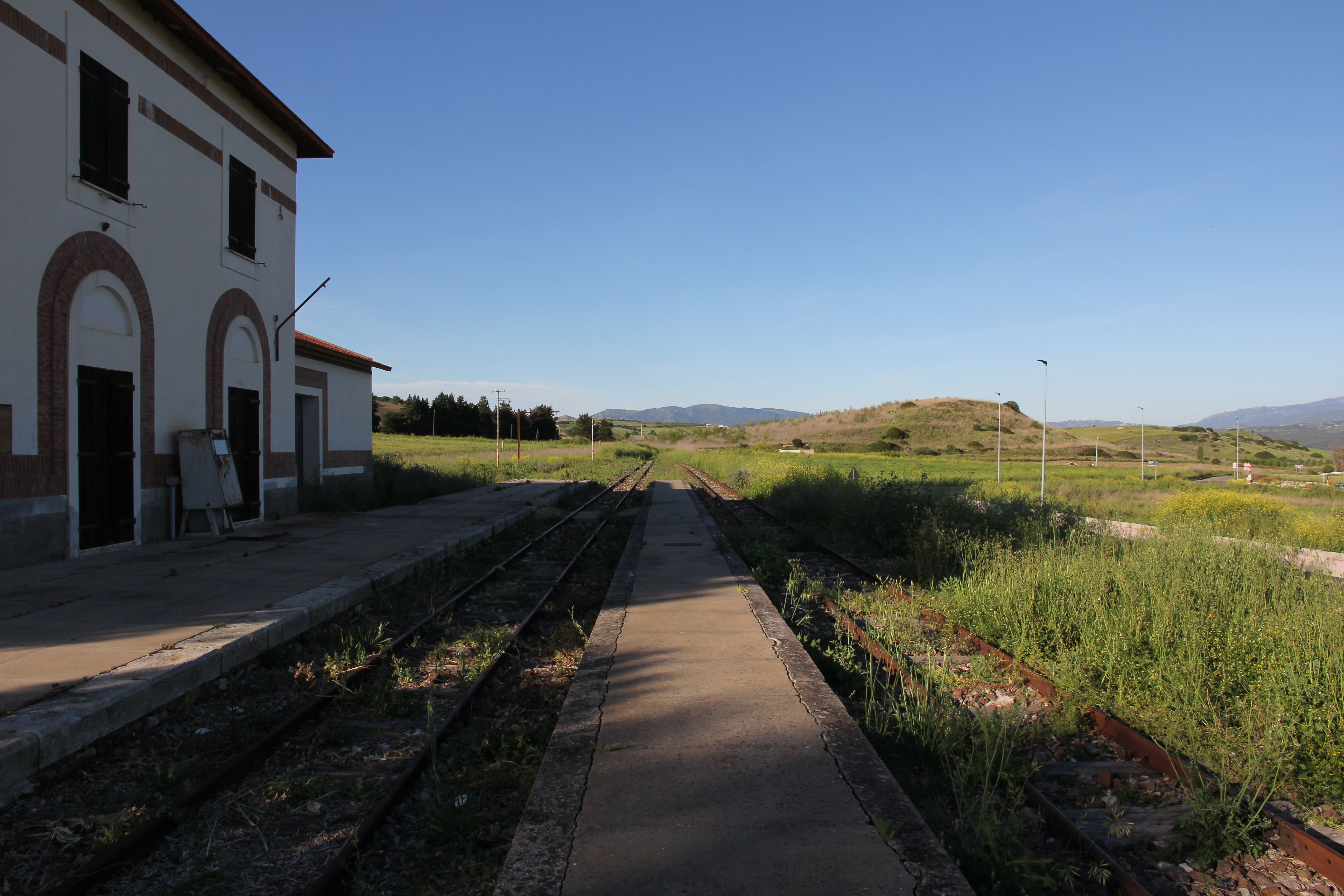
I due binari di cui è dotato l'impianto visti in direzione Palau; sulla sinistra l'area dove era collocato il dismesso tronchino merci

Situata alla periferia sud-est del centro abitato di Laerru, la stazione è dotata a livello infrastrutturale di due binari aventi scartamento da 950 mm e attrezzati per la ricezione di treni viaggiatori, di cui il primo di corsa e il secondo passante, entrambi dotati di una propria banchina. In origine nell'impianto era presente un terzo binario atto a servire il dismesso scalo merci della stazione giungendo dinanzi al piano caricatore ed al magazzino merci dell'impianto, ancora presenti come la sagoma limite sebbene quest'ultima priva del binario sottostante.
Per quanto riguarda i locali presenti per il servizio ferroviario la stazione è dotata di un fabbricato viaggiatori, un edificio a pianta rettangolare a tre luci sui lati maggiori con sviluppo su due piani e tetto a falde. A livello stilistico riprende le caratteristiche architettoniche comuni agli scali costruiti dalle Ferrovie Settentrionali Sarde nel nord Sardegna negli anni trenta.
Come in molte stazioni delle linee a scartamento ridotto sarde in aderenza allo stabile principale è posto il magazzino merci dello scalo, mentre in un piccolo fabbricato sono ospitate le ritirate della stazione. All'altezza dello scambio di accesso all'impianto lato Sassari è situata inoltre una casa cantoniera della linea, non più in uso per fini ferroviari, posta in origine a guardia di un limitrofo passaggio a livello.

## Movimento
L'impianto dal giugno 1997 è utilizzato esclusivamente per le relazioni turistiche del Trenino Verde, effettuate a partire dal 2010 a cura dell'ARST.

## Servizi

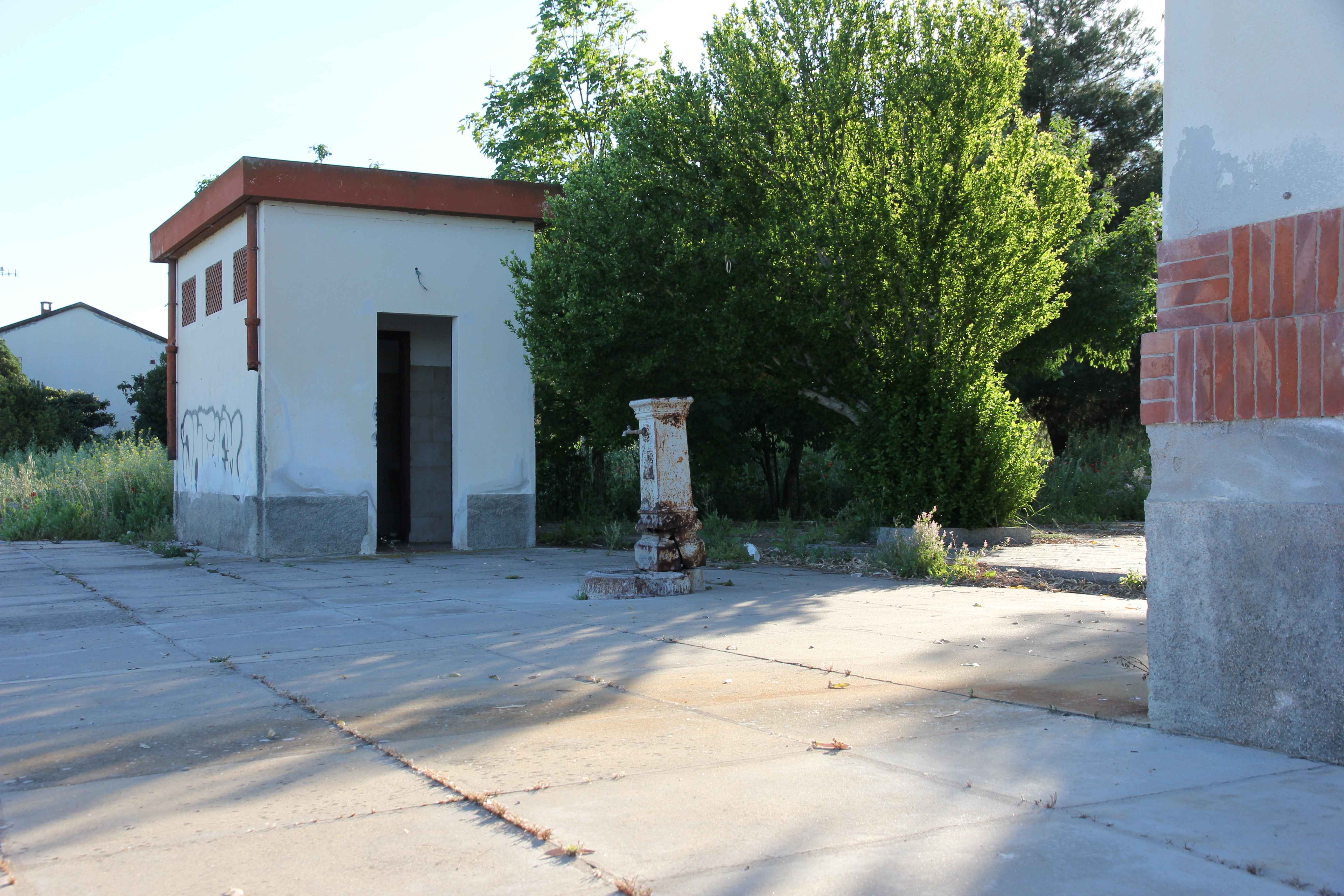
Il locale dei servizi igienici

La stazione è dotata di servizi igienici e di una sala d'attesa, sebbene in entrambi i casi non siano di norma a disposizione dell'utenza.
- Sala d'attesa
- Servizi igienici